# Суворовец 1944
«Суворовец 1944» — российский фильм 2024 года режиссёра и сценариста Дениса Казанцева, его дебют в полнометражном кино.
Планируется съёмка продолжения фильма и выход сиквела «Суворовец. День Победы» к юбилею победы в Великой Отечественной войне в 2025 году.

## Сюжет
События фильма происходят в 1944 году, за год до окончания Великой Отечественный войны.
Главный герой — 13-летний Вовка Куликов, после года, проведённого в Суворовском училище, приезжает на каникулы в родную сибирскую деревню.
Мальчик узнаёт, что его отец, председатель колхоза, ушёл на фронт, а на деревню тем временем обрушиваются серьёзные проблемы: банда таинственных бандитов ворует из колхозных амбаров и ставит под угрозу своевременный сбор урожая.
Вовка встаёт на защиту своей деревни, помогая местному участковому милиционеру и используя метод дедукции из любимой книжки о Шерлоке Холмсе.
Ему удаётся объединить на борьбу с бандитами силы местных деревенских ребятишек и эвакуированных воспитанников интерната для беспризорников, которые выясняют отношения лишь склоками да драками. Однако на пути к достижению справедливости и правосудия героям придется не только «подписать мирное соглашение», но и вместе пройти череду опасных приключений.

## Основа
Основой сценария стали устные рассказы ветеранов тыла и автобиографическая повесть Геннадия Михасенко «Кандаурские мальчишки» (напечатана в журнале «Сибирские огни» в 1959 году).
Повесть написана от лица десятилетнего мальчика и рассказывает о том, как в годы войны в сибирской деревне жили дети и взрослые, как они помогали фронту и приближали победу.

Мы решили под впечатлением этих рассказов сделать некую собирательную историю. Поэтому история наша, можно сказать, авторская. Может быть, эмоционально она и перекликается с оригиналом, но все-таки история эта полностью наша.— режиссёр и сценарист фильма Денис Казанцев

## В ролях
В картине заняты ведущие актёры новосибирских театров — театра «Красный факел» и «Глобус».
- Всеволод Казанцев — Вовка Куликов
- Павел Поляков
- Александра Казанцева
- Ирина Кривонос
- Артем Мокин
- Никита Сарычев
- Андрей Яковлев
- Олег Майборода
- Владислав Шевчук
- Николай Соловьев
- Владимир Дербенцев

## Съёмки
Фильм был снят в Колыванском районе Новосибирской области летом 2023 года. Чуть более чем за месяц было отработано 25 съёмочных смен, всего в процессе съёмок приняло участие около 130 человек, в одной из массовых сцен фильма задействовано свыше 80 актёров массовки.
Референсами для режиссёра, а также для исполнителя главной роли, являлись советские фильмы — «Кортик», «Тимур и его команда», «Неуловимые мстители».

## Саундтрек
В одной из сцен можно услышать песню «Тебя не сломать» известного российского композитора и музыканта Сергея Галанина из группы «СерьГа» из одноимённого альбома 2023 года.

## Прокат
Предпремьерный показ прошёл 16 января 2024 года в Новосибирске в кинотеатре «Победа». Премьерный показ фильма состоялся 23 апреля в Музее Победы в Москве.
Вышел в прокат 25 апреля 2024 года, за месяц проката по состоянию на 26 мая 2024 года фильм посмотрели 61 644 зрителя, кассовые сборы составили 12 416 682 рублей.

## Фестивали и награды
- апрель 2024 — I Всероссийский кинофестиваль «Свидание с Россией. Сибирский характер» — Приз «Лучшая операторская работа» в номинации «Игровое полнометражное кино»
- апрель 2024 — III Международный кинофестиваль «День Победы» — приз от Гильдии продюсеров и организаторов кинопроцесса Союза кинематографистов РФ[10]
- май 2024 — XXXIII Международный кинофестиваль «Золотой Витязь» — Гран-при в номинации «Фильмы для детей и подростков»[11]
- июль 2024 — XXVI Шукшинский кинофестиваль — приз «За лучший дебют»
- ноябрь 2024 — XX кинофестиваль «Волоколамский рубеж» — Приз жюри «За единство поколения»>[12]

## Рецензии и критика
- «Суворовец 1944»: Отзывы зрителей // Молодёжный информационный портал «Ты молод», 3 апреля 2024